# Burundi
Burundi, plným názvem Burundská republika, je stát ve střední Africe. Burundi hraničí na severu s Rwandou, na západě s Demokratickou republikou Kongo a na východě a jihu s Tanzanií. Jihozápadní hranice státu je tvořena jezerem Tanganika. Hlavním městem Burundi je Gitega, země je administrativně rozčleněna na 17 provincií. Ekonomickým centrem je bývalé hlavní město Bujumbura.

## Dějiny

### Předkoloniální období
- 14. století: Příchod pasteveckého kmene Hutu a jejich usazení v oblasti. Pygmejové (předchůdci dnešního etnika Batwa) žili na území dnešního Burundi pravděpodobně již před Hutuy. Kulturně i jazykově si Hutuové Pygmeje podmanili.
- 15.–19. století: Příchod pasteveckých Tutsiů; nastolení feudálního zřízení a systému kast založeného na vlastnictví dobytka. Politická dominance Hutuů. Feudální společnost byla řízena králem, mwami. Politické a sociální struktury nebyly tak pevné jako v sousední Rwandě. Král nedisponoval absolutní mocí a rozličné královské klany, ganwa, se snažily převzít moc do svých rukou. Ve srovnání s Rwandou docházelo v Burundi také k častějším sňatkům mezi Hutuy a Tutsii, a Hutuové se zde všeobecně těšili větší hospodářské nezávislosti. Svým přístupem k jezeru Tanganika a blízkostí k významné obchodní stezce spojující střední Afriku se Zanzibarem byla výhodná poloha Burundi ještě více zdůrazněna.
- 1858: Britští cestovatelé John Hanning Speke a Richard Francis Burton navštívili Burundi.

### Kolonizace
- 1880–1890: Kolonizace Burundi Německem (pod tehdejším názvem „Urundi“), následovalo přičlenění k Německé východní Africe (1890–1919) společně se Rwandou („Ruanda“).
- První světová válka: Ovládnutí obou zemí belgickými vojsky, s pomocí Britů, a ustavení společného území „Ruanda-Urundi“. Hlavním městem se stala Usumbura (dnešní Bujumbura) se strategickou polohou na břehu jezera Tanganika.
- 1923: Království Ruanda-Urundi se stalo mandátním územím Společnosti národů (po 2. světové válce OSN) pod správou Belgie.
- 1925: Belgičané zavedli režim nepřímé vlády zvýhodňující aristokratické Tutsie. Rozštěpení mezi oběma etnickými skupinami bylo institucionalizováno a etnický původ se stával jedním z kritérií identifikace v administrativních záležitostech.
- 1959: Příliv tutsijských uprchlíků ze sousední Rwandy v reakci na tamější krvavé masakry.

### Nezávislost
- 1. červenec 1962: Burundi získalo nezávislost. Země se stala konstituční monarchií v čele s králem Mwami Mwambutsou IV.
- Říjen 1961: Vražda dědice trůnu, prince Louise Rwagasore, který zastával účast všech skupin ve vládě. Princ Rwagasore byl zavražděn nedlouho po premiérovi Pierre N’Gendandunwe (Hutu); tyto události předznamenaly počátek politické nestability v zemi, která vyústila v řadu státních převratů vedených militantními Tutsii, povstání Hutuů a následné rozsáhlé masakry obyvatel (1965, 1972, 1988 a 1992).
- 1966: Mwambutsa vystřídán na trůnu svým synem Ntaré V., který byl ve stejném roce sesazen vojenským převratem vedeným Michelem Micombero, též tutsijského původu.
- 1972: Vražda krále Ntaré V. následována masakry, při kterých zahynulo na 200 000 obyvatel. Masakry byly zahájeny na jihu země v provincii Bururi (vraždy tisíců Tutsiů), v následných protiútocích byli cílení zejména vzdělaní Hutuové, jejich oběti byly počítány na desetitisíce.
- 1976: Převzetí moci v krvavém převratu Jean-Baptiste Bagazou. Přestože Bagaza vládl vojenským režimem dominovaným Tutsii, přispěl zemi prosazením pozemkové reformy, reformou volebního systému a národním usmířením.
- 1981: Vyhlášení nové ústavy zajišťující vládu jedné strany.
- 1984: J.-B. Bagaza zvolen prezidentem, jakožto jediný kandidát. Následně po svém zvolení Bagaza započal éru potlačování náboženských aktivit a zatýkání členů politické opozice.
- 1987: Bagaza svržen majorem Pierrem Buyoyou. Buyoya posléze rozpustil opoziční politické strany, zrušil platnost ústavy z roku 1981 a zřídil vlastní vládnoucí stranu Military Committee for National Salvation (CSMN). Během následujícího roku se Burundi stalo svědkem rostoucího napětí mezi vládnoucími Tutsii a většinovými Hutuy, které vyústilo v krvavé střety mezi armádou, hutuskou opozicí a tutsijskými radikály. Během tohoto období přišlo o život až 150 tisíc lidí a desítky tisíc dalších uprchli z Burundi do sousedních zemí. Buyoya sestavil výbor pověřený vyšetřováním příčin nepokojů a vypracoval chartu pro demokratickou reformu.
- Srpen 1988: Masakry několik stovek Tutsiů na severu země (provincie Marangara a Ntega), které byly tvrdě opětovány – výsledkem bylo 20 000 obětí z řady Hutuů.
- 1991: Buyoya schválil novou ústavu zajišťující mnohostrannou a neetnickou vládu a parlament.

### Občanská válka (1993–2005)

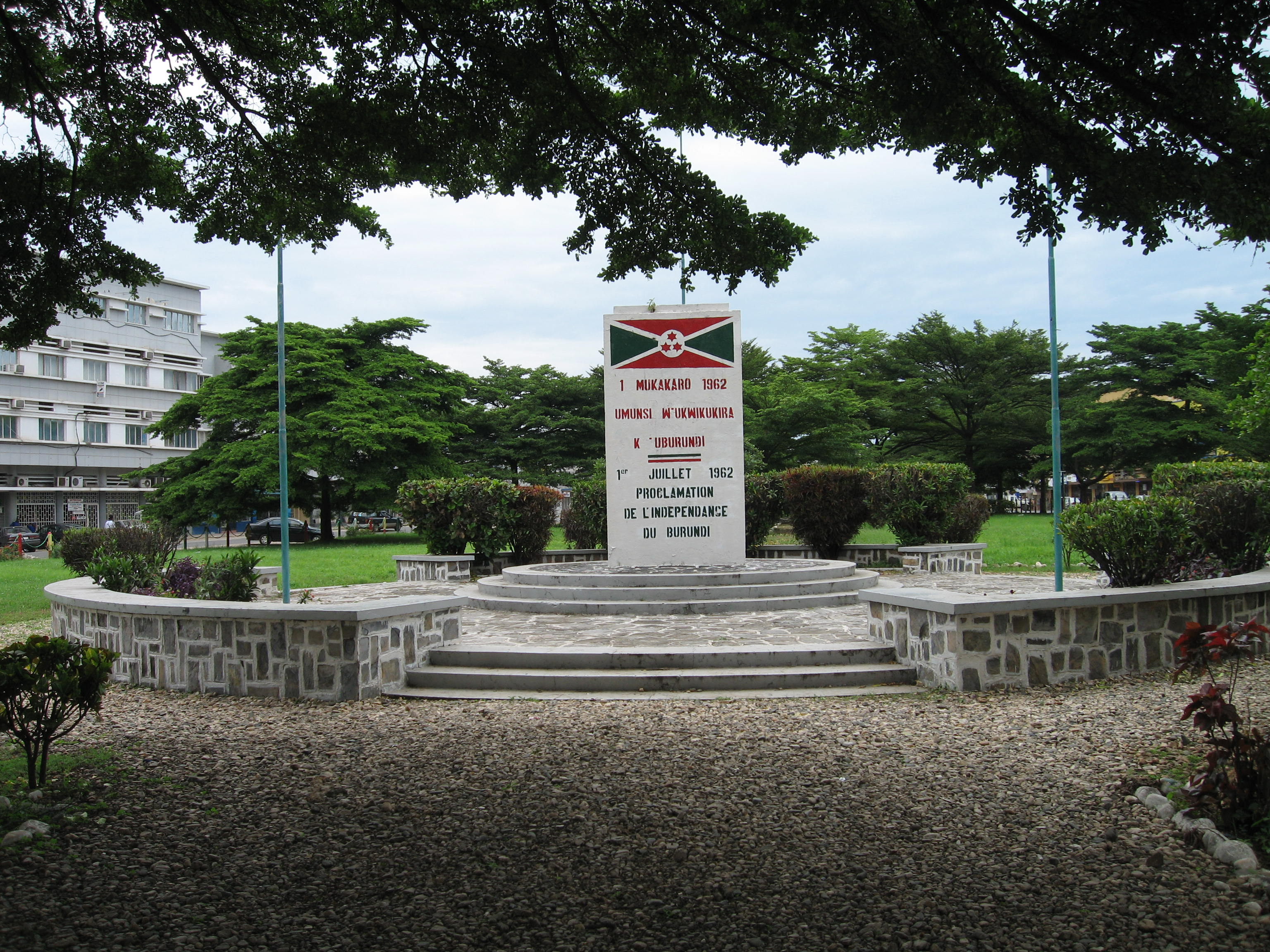
Náměstí svobody a památník ve městě Bujumbura.

- 1993: Melchior Ndadaye zvolen prvním burundským prezidentem hutuského původu (strana FRODEBU). Ještě téhož roku byl Ndadaye zavražděn frakcemi Tutsii ovládané armády. Země je zchvácena občanskou válkou.
- 1994: FRODEBU se znovu dostala k moci, v lednu roku 1994 byl prezidentem zvolen Cyprien Ntaryamira. Bezpečnostní situace se nicméně nadále zhoršovala. V dubnu 1994 byl prezident Ntaryamira sestřelen v letadle společně se svým rwandským protějškem, prezidentem Juvénalem Habyarimanou. Tato událost předznamenala počátek genocidy menšinových Tutsiů v sousední Rwandě zatímco v Burundi Ntaryamirova smrt vedla k vyhrocení násilí a nepokojů, které ovšem nevedly k hromadným masakrům jako v případě Rwandy. 8. dubna 1994 byl na čtyřleté období jmenován prezidentem Sylvestre Ntibantunganya, nicméně bezpečnostní situace v zemi se nadále zhoršovala, dále umocněna přílivem rwandských uprchlíků a aktivitami ozbrojených skupin Hutů a Tutsiů.
- 1996: Vláda svržena v povstání vedeným bývalým prezidentem P. Buyoyou. Občanská válka pokračovala i nadále přes úsilí mezinárodního společenství o mírový proces.
- 1998: Buyoya oficiálně jmenován prezidentem. Schválena přechodná ústava.
- 1999: Vyjednávání znepřátelených stran pod patronátem bývalého prezidenta Tanzanie Julia Nyerereho.
- 2000: Dohoda podepsána mezi vládou a třemi tutsijskými skupinami, dvě hlavní hutuské skupiny se k dohodě nepřipojily.
- Říjen 2001: Ustavena společná vláda (přechodná) Hutů a Tutsiů jako výsledek mírových vyjednávání vedených pod patronátem Nelsona Mandely. Hlavní rebelská skupina však příměří odmítla a boje opět získávaly na síle.
- Prosinec 2001: Na 500 hutuských rebelů zabito příslušníky burundské armády v okolí Bujumbury.
- Leden 2002: Jean Minani, představitel nejvýznamnější hutuské strany Frodebu, zvolen prezidentem přechodného národního shromáždění.
- Červenec 2002: Obnovení bojů oddálilo plánované mírové pohovory. Podle armády bylo zabito na 200 hutuských povstalců.
- Prosinec 2002: Vláda podepsala příměří s rebely z FDD v rámci mírových jednání v Tanzanii. O měsíc později však opět propukly boje.
- Duben 2003: Domitien Ndayizeye (Hutu) zvolen prezidentem.
- Červenec 2003: Na 300 rebelů a 15 vládních vojáků zabito při útocích v Bujumbuře. Tisíce lidí opustily domovy.
- Listopad 2003: Prezident Ndayizeye a představitel FDD Pierre Nkurunziza podepsali dohodu o ukončení občanské války na summitu vedoucích afrických představitelů v Tanzanii.
- 2004: Ustavena nová národní armáda. Nkurunziza byl spolu s několika dalšími představiteli FDD jmenován do ministerské funkce. Menší hutuská rebelská skupina, Forces for National Liberation (FNL), zůstala aktivní.
- Červen 2004: Mírové síly OSN převzaly dohled nad průběhem mírového procesu od vojsk Africké Unie.
- Srpen 2004: Hutuští rebelové zavraždili na 160 konžských Tutsiů v uprchlickém táboře nedaleko hranice s DR Kongo. Rebelská skupina FNL přiznala zodpovědnost za masakr.
- Prosinec 2004: Vláda a OSN zahájily proces demobilizace a odzbrojování.
- Leden 2005: Prezident podepsal zákon týkající se utvoření nové národní armády, která má být nadále složena z vládních sil a rebelských skupin, s výjimkou FNL.
- Srpen 2005: Pierre Nkurunziza, Hutu ze strany FDD, zvítězil v prezidentských volbách. FDD zvítězila v parlamentních volbách v červnu téhož roku.
- 8. červen 2020: Pierre Nkurunziza zemřel na infarkt.

### Období po občanské válce

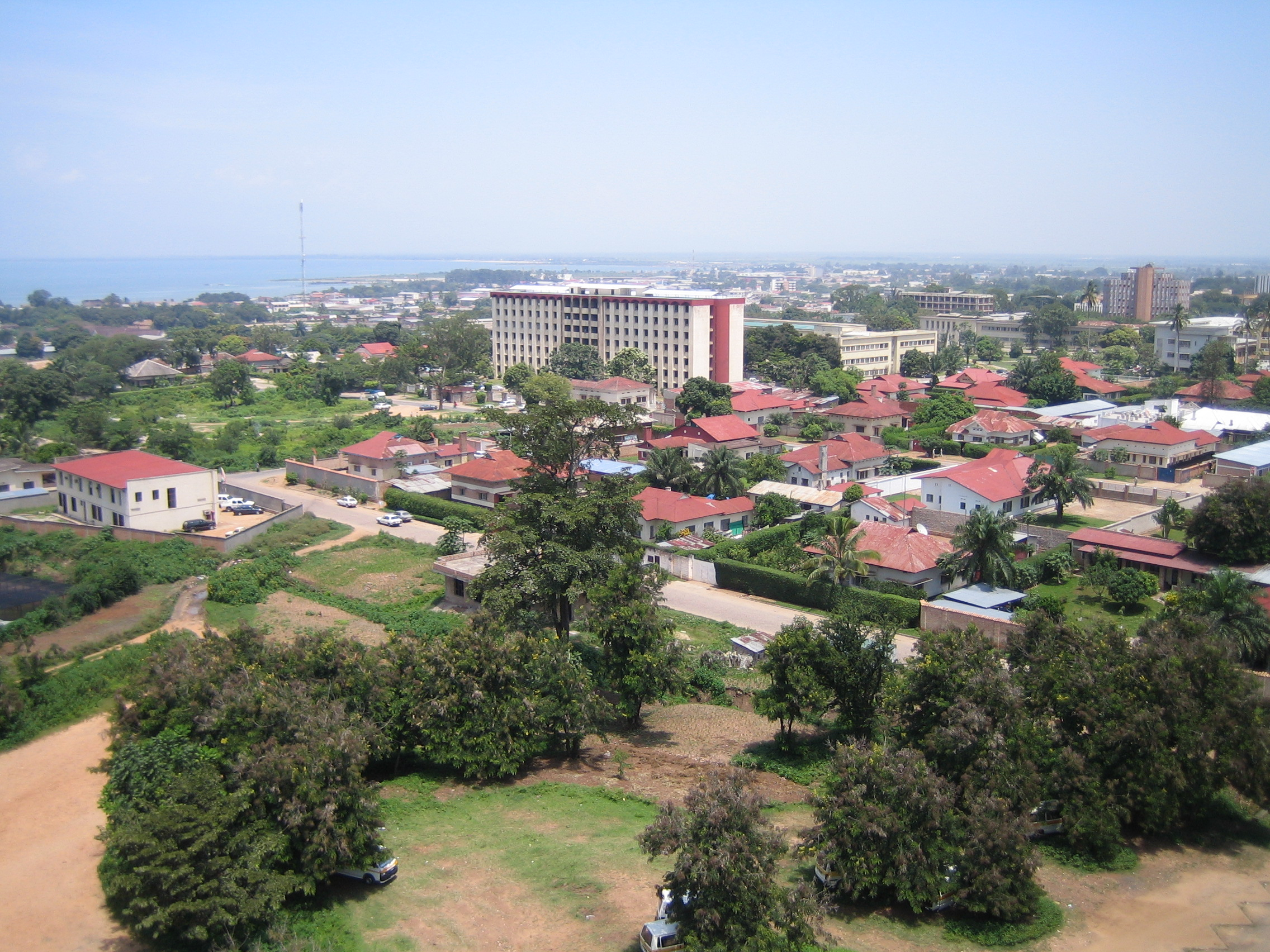
Pohled na hlavní město Bujumbura v roce 2006.

- Duben 2006: Odvolán zákaz nočního vycházení uvalený na počátku 70. let.
- Září 2006: Podepsání mírové dohody mezi vládou a poslední rebelskou skupinou FNL v Tanzanii.
- Prosinec 2006: Konec mandátu mírových sil OSN (ONUB), které vystřídal od ledna 2007 integrovaný úřad OSN (BINUB).
- Červenec 2007: Vedoucí představitelé FNL poněkolikáté opustili speciální monitorovací výbor, což vyvolalo obavy z obnovení násilí.
- Září 2007: V boji znepřátelených frakcí FNL v Bujumbuře bylo zabito 20 bojovníků. Rabování na SZ země.
- Listopad 2007: Odstoupení dosavadního premiéra Martina Nduwimany z funkce. Jmenování Dr. Yvese Sahinguvu novým premiérem.
- Prosinec 2007: Francouzská humanitární organizace ACF se stáhla ze země po zavraždění jedné ze svých pracovnic.
- Únor 2008: Vládnoucí strana CNDD-FDD ztratila většinu v parlamentu, jenž se stal neakceschopným, což vedlo ke zhoršení bezpečnostní situace v zemi. Opozičním poslancům bylo vyhrožováno. Poslali tedy dopis generálnímu tajemníkovi OSN, ve kterém ho žádali o politickou a bezpečnostní ochranu.
- Prosinec 2018: Novým hlavním městem se stala Gitega[3] ležící v centru země.

## Státní symboly

### Vlajka
Burundská vlajka je tvořena listem o poměru stran 3:5, který je úhlopříčným křížem rozdělen na čtyři pole (trojúhelníky) – žerďový a vlající zelené, horní a dolní červené. Uprostřed je bílé, kruhové pole se třemi červenými, zeleně lemovanými, šesticípými hvězdami (1+2).

### Znak
Burundský státní znak je v ústavě (velmi stručně) popsán jako štít se lví hlavou a třemi kopími, vše obklopeno národním mottem ve francouzštině – Unité, Progrès, Justice  (česky Jednota, pokrok, spravedlnost). Podoba znaku není zřejmě stanovena, a proto existovalo v průběhu let několik, mírně se lišících variant.

### Hymna
Burundská hymna je píseň Burundi Bwacu (česky Naše Burundi). Text hymny byl napsán skupinou vedenou katolickým knězem Jeanem-Baptistou Ntahokajou, hudbu složil Marc Barengayabo.

## Geografie

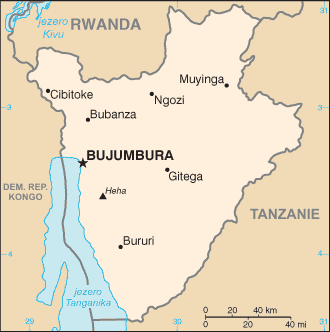
Mapa Burundi

Burundi je vnitrozemský stát s tropickým podnebím se dvěma výraznými obdobími dešťů. Území Burundi se rozkládá v nadmořské výšce výšce mezi 800 m a 2000 m, přičemž nejvyšší hora Heha dosahuje 2670 metrů. Díky této vysoké nadmořské výšce je zde relativně příznivé klima a to i přesto, že Burundi leží kousek od rovníku. Jsou zde tak příznivé podmínky pro zemědělství, což sebou ovšem nese masivní kácení lesů.
Země leží při severovýchodním břehu jezera Tanganika. Do jezera Tanganika se vlévá řeka Rusizi, která tvoří zároveň hranici mezi Burundi a Demokratickou republikou Kongo. Na území Burundi pramení také řeka Kagera, jež je zároveň považována za pramen Bílého Nilu. V zemi se nacházejí 3 národní parky (Národní park Kibira, Národní park Ruvubu a Národní park Rusizi) a 5 přírodních rezervací.

## Politika

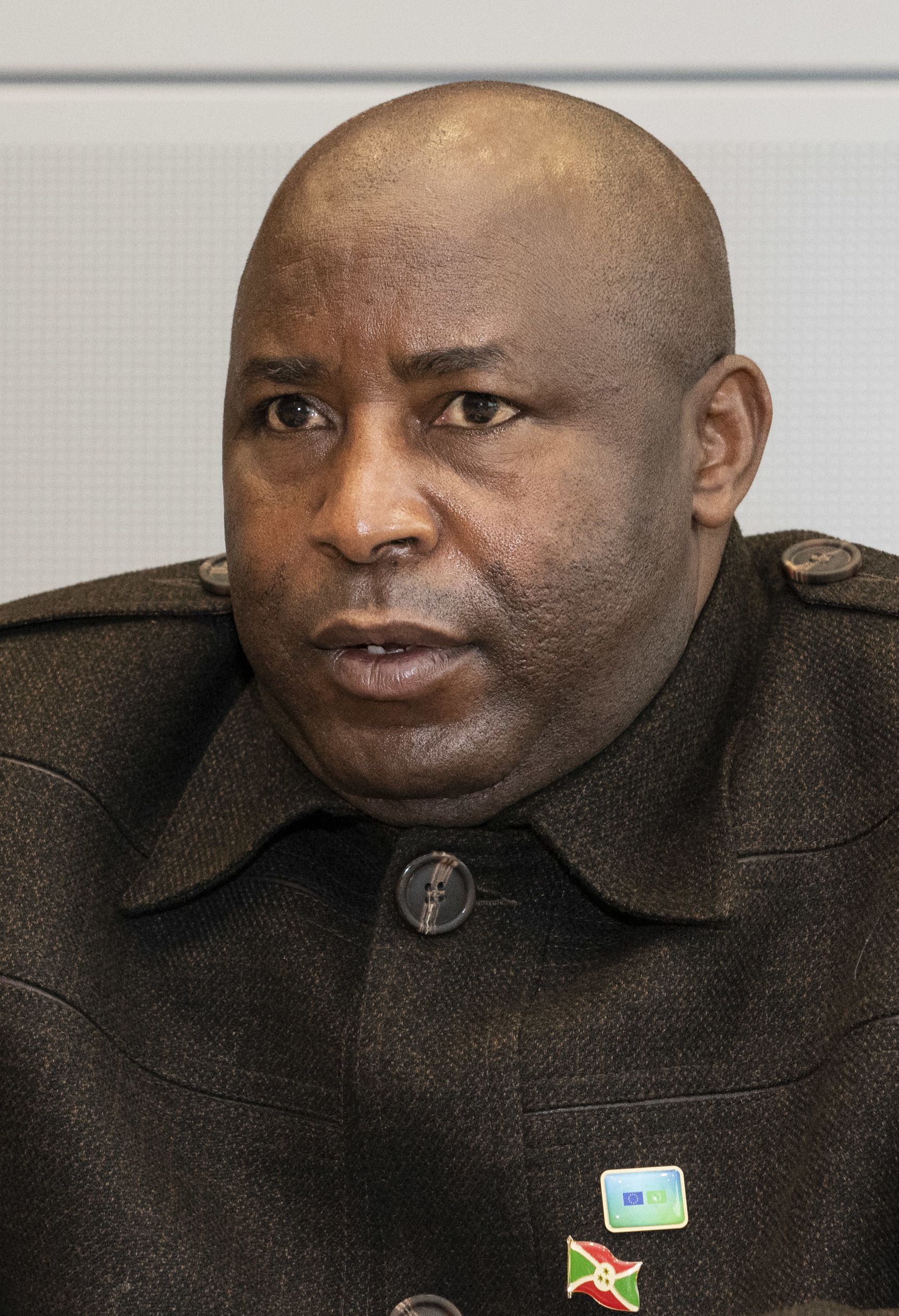
Prezident Burundi Évariste Ndayishimiye (od roku 2020)

Burundi je prezidentská republika. Hlavou státu a jeho výkonnou složkou je prezident. Prezident je volen přímo voliči na pětileté funkční období, přičemž může být zvolen max. dvakrát za sebou (podle ústavy z roku 2005 mohl být první prezident po skončení občanské války z let 1993–2005 zvolen parlamentem a to min. ⅔ hlasů). Prezident dále jmenuje ministry a svého viceprezidenta, kterého ovšem musí schválit parlament.
Parlament je dvoukomorový a skládá se z Národního shromáždění a Senátu. Národní shromáždění má min. 100 členů, z nichž 60 % je vyhrazeno pro Huty a 40 % pro Tutsije. Členové parlamentu jsou voleni přímou volbou na 5 let. Senát má 54 členů (17 Hutuů a 17 Tutsiů, vždy 2 z jedné provincie, zbývající místa jsou rezervována pro zástupce dalších etnických menšin a také bývalé prezidenty). Členové senátu jsou voleni nepřímo na pětileté funkční období. V obou komorách parlamentu obsazují 3 místa Twaové a zároveň je nejméně 30 % míst rezervováno pro ženy.
Dne 13. května 2015 se část armády pokusila o státní převrat. Šlo o reakci na oznámení prezidenta Pierra Nkurunziza, že se hodlá ucházet o třetí zvolení do čela republiky. Po dvou dnech bojů se pučisté 15. května vzdali a prezident se vrátil do země. Počet obětí není znám, ale před boji uprchlo do sousedních zemí více než 100 tisíc lidí.[zdroj⁠?!]

### Přehled nejvyšších představitelů státu
1.7.1962–8.7.1966 – Mwambutsa IV. Bangiriceng – král
8.7.1966–1.9.1966 – princ Charles Ndizeye – úřadující hlava státu
1.9.1966–28.11.1966 – Ntare V. Ndizeye (Charles Ndizeye) – král
28.11.1966–1.11.1976 – Michel Micombero – prezident; voj./UPRONA
2.11.1976–10.11.1976 – Jean-Baptiste Bagaza – předseda Nejvyšší revoluční rady; voj./UPRONA
10.11.1976–3.9.1987 – Jean-Baptiste Bagaza – prezident; voj./UPRONA
3.9.1987–9.9.1987 – Pierre Buyoya – předseda Vojenského výboru národní záchrany; voj./UPRONA
9.9.1987–10.7.1993 – Pierre Buyoya – prezident; voj./UPRONA
10.7.1993–21.10.1993 – Melchior Ndadaye – prezident; FRODEBU
21.10.1993–27.10.1993 – François Ngeze – předseda Výboru veřejné záchrany; vzbouřenecký; voj.
27.10.1993–5.2.1994 – Sylvie Kinigiová – úřadující prezidentka; UPRONA
5.2.1994–6.4.1994 – Cyprien Ntaryamira – prezident; FRODEBU
6.4.1994–1.10.1994 – Sylvestre Ntibantunganya – úřadující prezident; FRODEBU
1.10.1994–25.7.1996 – Sylvestre Ntibantunganya – prezident; FRODEBU
25.7.1996–11.6.1998 – Pierre Buyoya – prozatímní prezident; UPRONA
11.6.1998–30.4.2003 – Pierre Buyoya – prezident; UPRONA
30.4.2003–26.8.2005 – Domitien Ndayizeye – prezident; FRODEBU
26. 8. 2005–8. 6. 2020 – Pierre Nkurunziza – prezident; CNDD-FDD
18. 6. 2020–... – Évariste Ndayishimiye – prezident; CNDD-FDD

## Administrativní členění
Burundi je rozděleno 18 provincií (provincie), ty se dále děli do komun (commune) a obvodů (colline). Městem s největším počtem obyvatel je bývalé hlavní město Bujumbura. Mezi další významná města patří hlavní město Gitega, Muyinga, Ngozi a Ruyigi.

### Seznam provincií
- Bubanza
- Bujumbura Mairie
- Bujumbura Rural
- Bururi
- Cankuzo
- Cibitoke
- Gitega
- Karuzi
- Kayanza
- Kirundo
- Makamba
- Muramvya
- Muyinga
- Mwaro
- Ngozi
- Rumonge
- Rutana
- Ruyigi

## Ekonomika

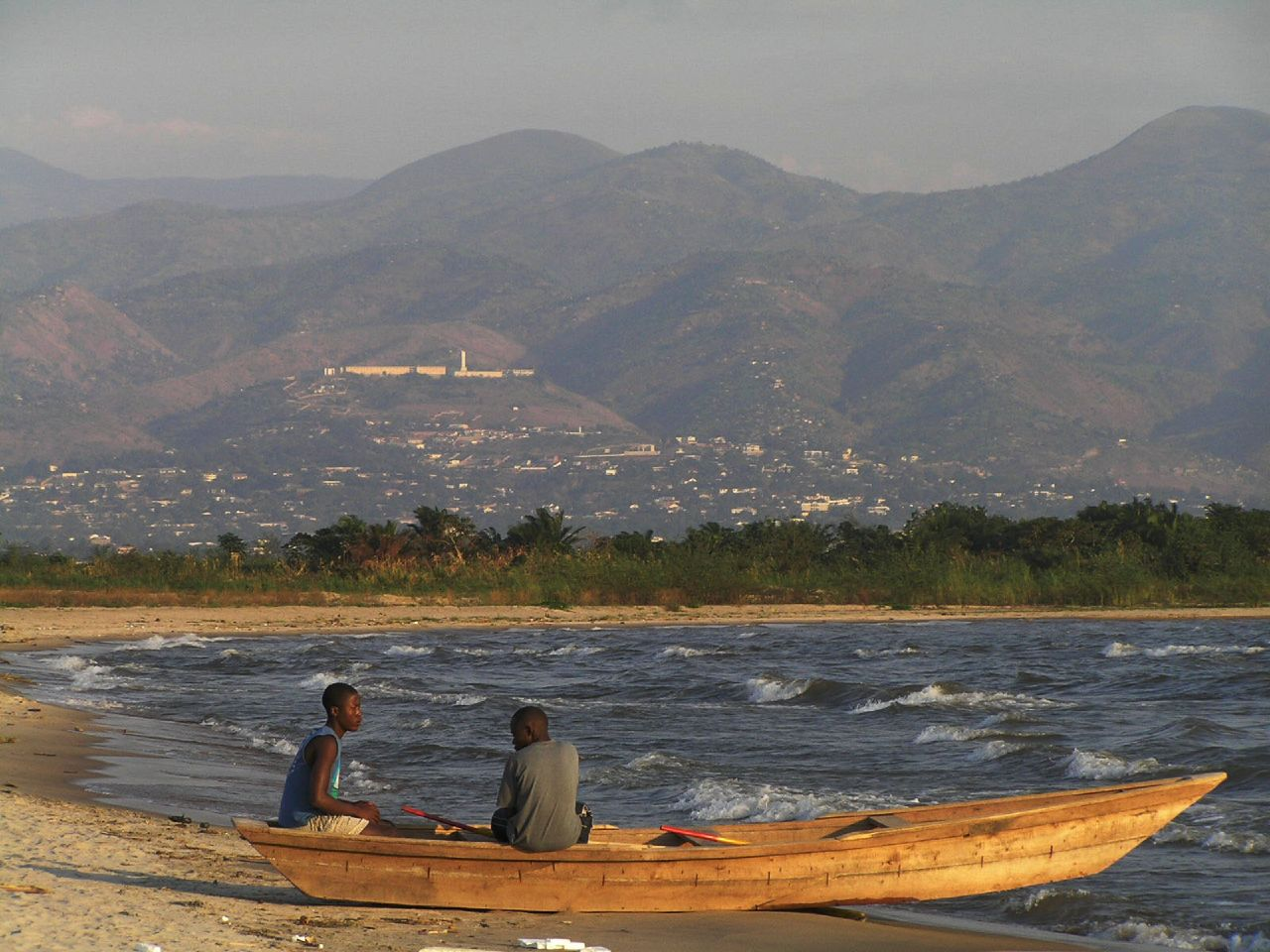
Rybáři na jezeře Tanganika

Burundi je málo rozvinutý zemědělský stát, který je do značné míry závislý na zahraniční pomoci. Více než 50 % obyvatel žije pod hranicí chudoby. Burundi má dokonce nejnižší HDP/obyv. na světě (700 USD, 2021).
Více než 90 % obyvatel pracuje v zemědělství. Nejdůležitější exportní plodinou je káva. Dalšími významnými zemědělskými produkty jsou čaj, bavlna, banány, maniok, sladké brambory, čirok, kukuřice, hovězí maso, či mléko. Ekonomická situace státu je značně závislá na úrodě a na cenách těchto zemědělských plodin (především káva a čaj) na světových trzích.
Zpracovatelský průmysl je až na několik výjimek (přikrývky, obuv, mýdla) málo rozvinutý. Většina spotřebního zboží se tak musí dovážet.
Nejvýznamnějším exportním partnerem je Švýcarsko (34 %), dále Velká Británie (12 %) a Pákistán (8 %). Naopak nejvýznamnější podíl na importu má Saúdská Arábie (13 %), Keňa (8 %) a Japonsko (8 %).

### Doprava
Země má přes 12 000 km silnic, z nichž je pouze 1 200 km asfaltovaných. Vodní doprava je provozována na jezeru Tanganika. Nejdůležitější přístav je pak v největším městě Bujumbuře, kde se také nachází jediné mezinárodní letiště v zemi. Kromě něj je v zemi ještě 7 menších letišť. V Burundi zcela chybí železniční síť.

## Demografie

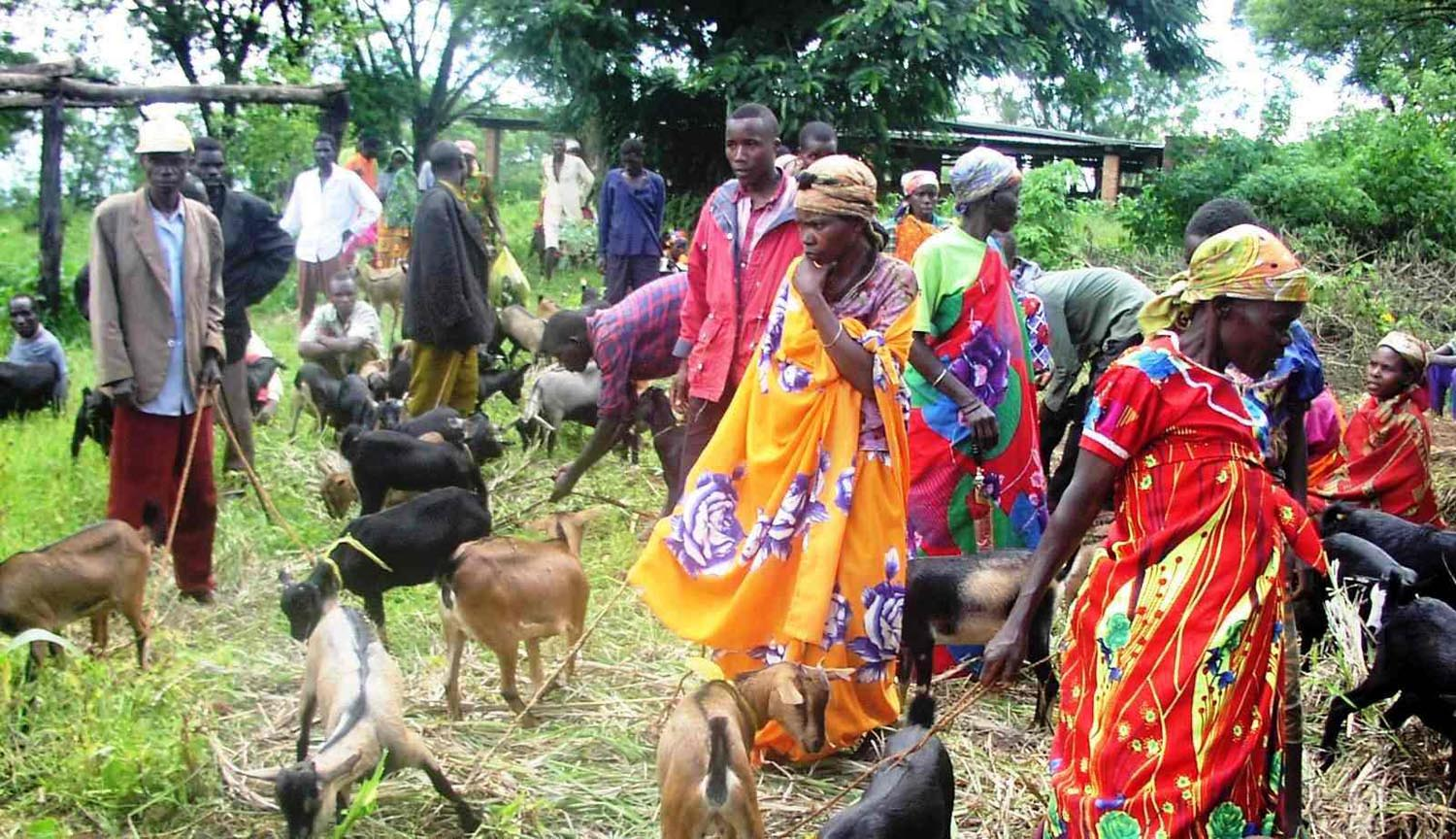
Skupina žen v Burundi vede kozy.

Dle Populačního fondu OSN (UNFPA) se počet obyvatel Burundi pohybuje okolo 13,6 milionu. Burundi má 2. nejvyšší hustotu obyvatel v Subsaharské Africe (po Rwandě). Růst obyvatelstva dosahuje 3,4 %, přičemž jedna žena má za život průměrně 6,8 dětí. Vysoké jsou i míry mateřské (10 promile) a kojenecké úmrtnosti (10,2 promile). Předpokládaná délka dožití se u mužů očekává necelých 51 let a u žen něco málo přes 52 let. Velkým problémem pro zemi stále zůstává velký počet lidí nakažených HIV/AIDS (250 tis., 2003). Jedním z důsledků je pak nevyrovnaná věková struktura obyvatelstva. Do kategorie 0–14 let patří 46 % obyvatel, do kategorie 15–64 let 51 % obyvatel a do kategorie nad 65 let pouze 3 % obyvatel. Gramotných je pouze kolem 60 % obyvatelstva starších 15 let (67 % mužů, 52 % žen).
Opakované kmenové války jsou vyvolávány tradiční nadvládou menšinového kmene Tutsiů, vysokých lidí původem z Etiopie a Ugandy, nad vzrůstem menšími příslušníky většinového kmene Hutuů. Hutuové tvoří 85 % obyvatelstva, zatímco Tutsiové pouze 14 %. Původní obyvatelé – pygmejští Twaové – zastupují dnes pouhé 1 % obyvatelstva.
Třináct let trvající občanská válka (1993–2005) měla na svědomí 300 000 lidských životů. V současnosti Burundi čelí vážným problémům způsobených rozsáhlými populačními přesuny svého obyvatelstva, jak v rámci země (asi 140 tis.), tak i v sousedních zemích (především v Tanzanii, kolem 50 tis.).

### Jazyky
V Burundi jsou používány dva oficiální jazyky – Kirundi, jazyk ze skupiny bantu který je široce používán místním obyvatelstvem, a francouzština. Svahilština, jazyk obchodníků, je stejně jako francouzština používán především v Bujumbuře. Pozoruhodnou skutečností je používání stejného jazyka Kirundi oběma hlavními etnickými skupinami, Hutuy i Tutsii; taková jazyková homogenita je v regionu subsaharské Afriky jedinečná.

### Náboženství
Převládajícím náboženstvím v Burundi je křesťanství, které vyznává 67 % obyvatelstva (katolíci 62 %, protestanti 5 %). 23 % obyvatel vyznává různá tradiční náboženství a zbývajících 10 % obyvatel jsou muslimové (především kolem města Bujumbury).
Podle statistiky z roku 2017 je náboženská příslušnost v Burundi následující: římští katolíci 58,6%, protestantské církve 35,3%, muslimové 3,4% (většina sunnitů), ostatní náboženství 1,3%, bez vyznání 1,4%. Křesťanství se do Burundi v první apoštolské fázi christianizace Afriky nedostalo. První zaznamenaná misie proběhla až v roce 1879. Větší a úspěšnější misie začaly působit v Burundi na začátku 20. století. Christianizace regionu tedy proběhla až v pozdní druhé fázi christianizace subsaharské Afriky. Islám se do země dostal s arabskými obchodníky na začátku 19. století. Někteří křesťané (napříč denominacemi) vyznávají zároveň některé z lokálních tradičních náboženství (vícečetná náboženská identita), případně synkretismus křesťanství a tradičního náboženství. Rozšířen je kult předků, náboženské fenomény jako Nkisi Nkondi a rozličná tradiční bantuská náboženství, jejichž společným jmenovatelem je víra v nejvyššího Boha.